# Selección de fútbol sub-23 de Costa de Marfil
La Selección de fútbol sub-23 de Costa de Marfil, conocida también como la Selección olímpica de fútbol de Costa de Marfil, es el equipo que representa al país en Fútbol en los Juegos Olímpicos y en los Juegos de África; y es controlada por la Federación Marfileña de Fútbol.

## Estadísticas

### Juegos Olímpicos
| Récord | Récord                | Récord                | Récord                | Récord                | Récord                | Récord                | Récord                | Récord                |
| Año    | Ronda                 | Pos.                  | J                     | G                     | E                     | P                     | GF                    | GC                    |
| ------ | --------------------- | --------------------- | --------------------- | --------------------- | --------------------- | --------------------- | --------------------- | --------------------- |
| 1896   | véase selección mayor | véase selección mayor | véase selección mayor | véase selección mayor | véase selección mayor | véase selección mayor | véase selección mayor | véase selección mayor |
| 1900   | véase selección mayor | véase selección mayor | véase selección mayor | véase selección mayor | véase selección mayor | véase selección mayor | véase selección mayor | véase selección mayor |
| 1904   | véase selección mayor | véase selección mayor | véase selección mayor | véase selección mayor | véase selección mayor | véase selección mayor | véase selección mayor | véase selección mayor |
| 1908   | véase selección mayor | véase selección mayor | véase selección mayor | véase selección mayor | véase selección mayor | véase selección mayor | véase selección mayor | véase selección mayor |
| 1912   | véase selección mayor | véase selección mayor | véase selección mayor | véase selección mayor | véase selección mayor | véase selección mayor | véase selección mayor | véase selección mayor |
| 1920   | véase selección mayor | véase selección mayor | véase selección mayor | véase selección mayor | véase selección mayor | véase selección mayor | véase selección mayor | véase selección mayor |
| 1924   | véase selección mayor | véase selección mayor | véase selección mayor | véase selección mayor | véase selección mayor | véase selección mayor | véase selección mayor | véase selección mayor |
| 1928   | véase selección mayor | véase selección mayor | véase selección mayor | véase selección mayor | véase selección mayor | véase selección mayor | véase selección mayor | véase selección mayor |
| 1932   | véase selección mayor | véase selección mayor | véase selección mayor | véase selección mayor | véase selección mayor | véase selección mayor | véase selección mayor | véase selección mayor |
| 1936   | véase selección mayor | véase selección mayor | véase selección mayor | véase selección mayor | véase selección mayor | véase selección mayor | véase selección mayor | véase selección mayor |
| 1948   | véase selección mayor | véase selección mayor | véase selección mayor | véase selección mayor | véase selección mayor | véase selección mayor | véase selección mayor | véase selección mayor |
| 1952   | véase selección mayor | véase selección mayor | véase selección mayor | véase selección mayor | véase selección mayor | véase selección mayor | véase selección mayor | véase selección mayor |
| 1956   | véase selección mayor | véase selección mayor | véase selección mayor | véase selección mayor | véase selección mayor | véase selección mayor | véase selección mayor | véase selección mayor |
| 1960   | véase selección mayor | véase selección mayor | véase selección mayor | véase selección mayor | véase selección mayor | véase selección mayor | véase selección mayor | véase selección mayor |
| 1964   | véase selección mayor | véase selección mayor | véase selección mayor | véase selección mayor | véase selección mayor | véase selección mayor | véase selección mayor | véase selección mayor |
| 1968   | véase selección mayor | véase selección mayor | véase selección mayor | véase selección mayor | véase selección mayor | véase selección mayor | véase selección mayor | véase selección mayor |
| 1972   | véase selección mayor | véase selección mayor | véase selección mayor | véase selección mayor | véase selección mayor | véase selección mayor | véase selección mayor | véase selección mayor |
| 1976   | véase selección mayor | véase selección mayor | véase selección mayor | véase selección mayor | véase selección mayor | véase selección mayor | véase selección mayor | véase selección mayor |
| 1980   | véase selección mayor | véase selección mayor | véase selección mayor | véase selección mayor | véase selección mayor | véase selección mayor | véase selección mayor | véase selección mayor |
| 1984   | véase selección mayor | véase selección mayor | véase selección mayor | véase selección mayor | véase selección mayor | véase selección mayor | véase selección mayor | véase selección mayor |
| 1988   | véase selección mayor | véase selección mayor | véase selección mayor | véase selección mayor | véase selección mayor | véase selección mayor | véase selección mayor | véase selección mayor |
| 1992   | No participó          | No participó          | No participó          | No participó          | No participó          | No participó          | No participó          | No participó          |
| 1996   | No participó          | No participó          | No participó          | No participó          | No participó          | No participó          | No participó          | No participó          |
| 2000   | No participó          | No participó          | No participó          | No participó          | No participó          | No participó          | No participó          | No participó          |
| 2004   | No clasificó          | No clasificó          | No clasificó          | No clasificó          | No clasificó          | No clasificó          | No clasificó          | No clasificó          |
| 2008   | Cuartos de final      | 7                     | 4                     | 2                     | 0                     | 2                     | 6                     | 6                     |
| 2012   | No clasificó          | No clasificó          | No clasificó          | No clasificó          | No clasificó          | No clasificó          | No clasificó          | No clasificó          |
| 2016   | No clasificó          | No clasificó          | No clasificó          | No clasificó          | No clasificó          | No clasificó          | No clasificó          | No clasificó          |
| 2020   | Cuartos de final      | 7                     | 4                     | 1                     | 2                     | 1                     | 5                     | 7                     |
| Total  | 1/6                   |                       | 8                     | 3                     | 2                     | 3                     | 11                    | 13                    |